# تازه آباد بهرام (مقاطعة دلفان)
تازه‌آباد بهرام (بالفارسية: تازه‌آباد بهرام) هي قرية تقع في قسم كاكاوند الشرقي الريفي (مقاطعة دلفان) في إيران. يقدر عدد سكانها بـ 41 نسمة .